# Villingili (Malé)
Villingili är en ö i Maldiverna. Den ligger 2 kilometer väster om huvudstaden Malé och är en del av stadskommunen Malé. Geografiskt ligger den i Norra Maléatollen. 
Tropiskt monsunklimat råder i trakten. Årsmedeltemperaturen i trakten är 26 °C. Den varmaste månaden är april, då medeltemperaturen är 28 °C, och den kallaste är oktober, med 26 °C. Genomsnittlig årsnederbörd är 2 155 millimeter. Den regnigaste månaden är maj, med i genomsnitt 358 mm nederbörd, och den torraste är januari, med 31 mm nederbörd.